# Bătrâna
Bătrâna là một xã thuộc hạt Hunedoara, România. Dân số thời điểm năm 2002 là 175 người.